# Wenceslau Braz (Minas Gerais)
Wenceslau Braz – miasto i gmina w Brazylii, w stanie Minas Gerais. Znajduje się w mezoregionie Sul e Sudoeste de Minas i mikroregionie Itajubá.